# 7. Międzynarodowy Festiwal Filmowy w Wenecji (1939)

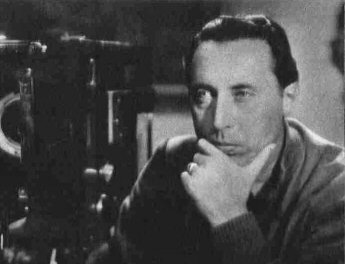
Goffredo Alessandrini, reżyser nagrodzonego na 7 MFF w Wenecji filmu pt. Abuna Messias.

7. Międzynarodowy Festiwal Filmowy w Wenecji odbył się w dniach 8 sierpnia – 1 września 1939 roku.
Podobnie jak wszystkie cztery wojenne edycje festiwalu (1939–1942), również ta edycja została po wojnie uznana za niebyłą, gdyż pokazy odbywały się z dala od weneckiego Lido, a w filmach sztukę zdecydowanie zdominowała propaganda. W związku z tym pierwszy powojenny festiwal uznano oficjalnie w numeracji za 7. w kolejności.
Jury pod przewodnictwem założyciela imprezy Giuseppe Volpiego przyznało nagrodę główną festiwalu, Puchar Mussoliniego, włoskiemu filmowi Abuna Messias w reżyserii Goffredo Alessandriniego.